# Vertebrae (альбом)
Vertebrae — десятый студийный альбом норвежской блэк-метал группы Enslaved, выпущенный 29 сентября 2008 года, то есть уже после того, как группа сменила лейбл с Tabu Recordings на Indie Records. Также альбом был выпущен в мае 2009 года в двух форматах Deluxe. Обложку для всех версий альбома создал известный художник-оформитель Труллс Эспедаль.
На песню «The Watcher» был снят видеоклип.

## Отзывы критиков
Альбом получил положительные отзывы критиков и несколько престижных наград. Именно за Vertebrae группа в третий раз за последние пять лет была номинирована на престижную премию Spellemannprisen в категории «Метал».

## Список композиций
| №                   | Название            | Длительность |
| ------------------- | ------------------- | ------------ |
| 1.                  | «Clouds»            | 6:09         |
| 2.                  | «To the Coast»      | 6:27         |
| 3.                  | «Ground»            | 6:38         |
| 4.                  | «Vertebrae»         | 5:01         |
| 5.                  | «New Dawn»          | 5:23         |
| 6.                  | «Reflection»        | 7:45         |
| 7.                  | «Center»            | 7:33         |
| 8.                  | «The Watcher»       | 4:11         |
| Общая длительность: | Общая длительность: | 49:01        |

## Участники записи
- Грутле Хьелльсон — бас-гитара, вокал
- Ивар Бьорнсон — гитара, клавишные
- Арве Исдал — гитара
- Като Беккеволд — ударные
- Гербранд Ларсен — клавишные, вокал